# Marcus Rickert
Marcus Jason Rickert (* 18. Februar 1984 in Rostock) ist ein ehemaliger deutscher Fußballtorhüter.

## Karriere
Marcus Rickert begann in den Jugendabteilungen von Hansa Rostock. In dieser Zeit wurde der DFB auf ihn aufmerksam. 2001 nahm er mit der deutschen U-16-Auswahl an der U-16-Europameisterschaft in England teil, blieb aber während des Turnierverlaufs hinter René Adler Ersatztorhüter.
Im Verein spielte er bis zur U-19 und wurde dann in die Amateurmannschaft von Hansa übernommen. In der Rückrunde der Saison 2005/06 stieg er zur Nummer eins im Team auf. Danach wechselte er zu Kickers Emden in die Regionalliga Nord, wo er in seinem zweiten Jahr zum Stammtorhüter wurde.
Im Sommer 2008 nahm Rickert einen Anlauf in der 2. Fußball-Bundesliga bei der TuS Koblenz. Dort gab er am 31. Spieltag der Saison 2008/09 gegen den SC Freiburg sein Profidebüt. Er konnte sich in zwei Jahren aber nicht durchsetzen und nach dem Abstieg wurde Rickert mitgeteilt, dass die TuS Koblenz nicht mehr mit ihm plane.
Mitte Mai 2010 gaben die Sportfreunde Lotte in der Regionalliga West die Verpflichtung Rickerts bekannt. Obwohl er als Nummer eins geholt worden war, kam er nicht zum Einsatz und wurde bereits in der Winterpause wieder ausgemustert. Er schloss sich am 31. Januar 2011 dem Regionalligisten SV Wilhelmshaven an und übernahm dort für den Rest der Saison den Platz im Tor.
Zur Saison 2011/12 wechselte Rickert in die 3. Liga zu Rot-Weiß Erfurt. An den ersten zwölf Spieltagen stand er zwischen den Pfosten, dann wurde er von der nominellen Nummer eins Andreas Sponsel abgelöst und im Rest der Saison in der Oberligamannschaft eingesetzt. Im Januar 2013 löste Rickert seinen eigentlich bis Saisonende laufenden Vertrag bei RWE auf.
Knapp eine Woche später unterzeichnete er einen Vertrag bis zum Saisonende 2012/13 beim Ligakonkurrenten VfL Osnabrück. Beim VfL sah er bereits in seinem ersten Ligaspiel eine Rote Karte. In der Folgezeit verlor er seinen Platz im Tor an Manuel Riemann.
Zur Saison 2013/14 wechselte Rickert zum FC Viktoria 1889 Berlin in die Regionalliga Nordost. Nach eineinhalb Jahren verließ er den Verein in der Winterpause und schloss sich im Januar 2015 der VSG Altglienicke an. Mit dem Verein stieg er in der Saison 2015/16 als Meister der Berlin-Liga in die Oberliga auf. Mitte 2018 endete sein Vertrag bei Altglienicke.